# Sidi Ahmed Benaissa
Sidi Ahmed Benaissa  (in arabo سيدي احمد بنعيسى‎?) è un centro abitato e comune rurale del Marocco situato nella provincia di Sidi Kacem, regione di Rabat-Salé-Kénitra. Conta una popolazione di 7 810 abitanti (censimento 2014).